# Mallosia caucasica
Mallosia caucasica är en skalbaggsart som först beskrevs av Maurice Pic 1898.  Mallosia caucasica ingår i släktet Mallosia och familjen långhorningar. Inga underarter finns listade i Catalogue of Life.